# Oceania Triathlon Union

Lage Ozeaniens und Australiens

Die Oceania Triathlon Union (OTU) ist der Dachverband im Triathlon, der in Ozeanien aktiv in das internationale Triathlongeschehen eingreift.

## Organisation
Die seit 1991 bestehende Oceania Triathlon Union ist der International Triathlon Union (ITU) unterstellt und organisiert Wettbewerbe in der Inselwelt des Pazifiks.
Mit dabei sind heute 10 nationale Organisationen:
| - Cook Islands Triathlon Federation - Federation Tahitienne de Triathlon - Fiji Triathlon Federation - Guam Triathlon Federation | - Norfolk Island Triathlon Association - Palau Triathlon Federation - Papua New Guinea Triathlon Association - Triathlon Australia | - Triathlon New Zealand - Triathlon Solomon Islands |

## Ergebnisse Ozeanische Meisterschaften

### Triathlon Sprintdistanz
0,75 km Schwimmen, 20 km Radfahren und 5 km Laufen

### Triathlon olympische Distanz
Die Meisterschaft über die olympische Distanz (Kurzdistanz: 1,5 km Schwimmen, 40 km Radfahren und 10 km Laufen) wurde zuletzt am 14. April 2024 im neuseeländischen Taupō ausgetragen.